# Васильев, Валерий Витальевич
Вале́рий Вита́льевич Васи́льев (род. 14 июня 1938) — советский и российский учёный, академик Российской академии наук (2016; член-корреспондент Академии наук СССР с 1984), доктор технических наук, профессор, специалист в области строительной механики и механики твёрдого деформируемого тела, автор трудов по теории оболочек, теории упругости и проектированию конструкций из композиционных материалов.

## Биография
В 1956 году окончил среднюю специальную школу № 1 с углубленным изучением английского языка.
Окончил факультет летательных аппаратов Московского авиационного института в 1962 году и механико-математический факультет Московского государственного университета в 1966 году.
В. В. Васильев является заместителем председателя научного совета РАН по механике композитных конструкций, членом национального комитета по теоретической и прикладной механике, членом редколлегий журналов «Вопросы оборонной техники», «Известия РАН Механика твердого тела», «Механика композитных материалов и конструкций», «Конструкции из композиционных материалов», «Проблемы машиностроения и надежности машин».

## Награды, премии, другие отличия
Заслуженный деятель науки Российской Федерации (2002), лауреат Государственной премии СССР (1984) и премии Правительства РФ (2003). В 1994 году был награжден орденом Дружбы народов.

## Научные достижения
- Получены соотношения прикладной механики тонкостенных слоистых композитных конструкций, позволяющие рассматривать задачи статики динамики, устойчивости и нелинейного деформирования композитных стержней, пластин и оболочек [6,8,17, см. Библиографию].
- Разработаны методы оптимального армирования, композитных оболочек вращения, изготавливаемых методом непрерывной намотки, на основе которых спроектированы корпуса ракетных двигателей твердого топлива отечественных стратегических ракет и баллоны давления различного назначения [1,2,14,16].
- Предложена конструктивно-технологическая концепция сетчатых композитных конструкций, обладающих исключительно высокой степенью весового и технологического совершенства и применяющихся в настоящее время в ракетных комплексах Тополь-М, Булава, Ярс, Протон-М в качестве межступенчатых отсеков и качестве несущих платформ космических аппаратов Амос, Телком, Экспресс, Ямал и других [18-21].
- Сформулирован современный вариант классической теории пластин [22-24].
- Совместно с С. А. Лурье построен метод решения бигармонической краевой задачи для канонических ограниченных областей и получены точные решения бигармонических задач теории упругости, имеющих более чем столетнюю историю [9]. Разработан математический аппарат нелокального дифференцирования, позволяющий поучать регулярные решения классических сингулярных задач теории упругости [25-28].
- Совместно с Л. В. Федоровым построена геометрическая теория упругости, основанная на линеаризованных уравнениях общей теории относительности, позволяющая определять геометрию риманова пространства, порождаемую напряженных состоянием среды, синтезировать естественное напряженное пространство и использовать его для оптимизации формы упругих тел [29-31]. Получено решение сферически симметричной задачи общей теории относительности, не являющееся сингулярным и не предсказывающее существование объектов с бесконечно большой гравитацией [32,33]
- Последние из полученных В. В. Васильевым результатов связаны с проблемой сингулярности решений прикладных задач. Основные усилия направлены на устранения противоречия между традиционной математикой, допускающей существование сингулярных решений и практикой, исключающей их реальное существование. В. В. Васильев является автором и соавтором 330 печатных работ, среди которых 15 монографий, учебников и справочников, 23 авторских свидетельства СССР, 30 патентов РФ и 5 патентов США по технологии композитных конструкций. При его научном содействии защищено более 30 кандидатских и 10 докторских диссертаций.